# フードスペシャリスト
フードスペシャリストとは、公益社団法人日本フードスペシャリスト協会が認定する民間資格。

## 概要
食に関する高度な専門知識・技術を身につけ、フードスペシャリスト養成課程を履修し、公益社団法人日本フードスペシャリスト協会が実施する認定試験に合格する必要がある。資格取得者が担当する領域には製造開発・食品流通・小売サービス・飲食サービスなどが含まれ、食品科学をビジネスへつなげぐ人材として実社会で有用な資格として認められている。公益社団法人日本フードスペシャリスト協会では有資格者が従事する食品、食育、食生活、高齢者、地域振興など一般向け啓発事業に対する助成に2007年度から取り組み、公募で選ばれた機関が事業を展開している。

## 資格の特徴
従来、食分野における資格は生産者側に立ち、生産から消費にいたる過程の多くの専門職が育っている。これに対しフードスペシャリストは、消費者の側の視点を意識し、食生活の豊かさを求める消費者のニーズに応えるため、調理や栄養にとどまらず感性（コミュニケーション）やマナーを含めた食に関する広い視野と見識を備える人材である。
食べ物や食生活に関する専門性の特徴はその間口の広さで、流通・販売者と消費者を対象に品質、安全性、機能性、栄養と健康などの的確な情報提供、またレストランや食堂など飲食店を活動の場とし、快適な飲食ができるよう食空間コーディネートを担当するとともに、「食」に関する消費者の苦情処理に当たることで、活躍の場には食品メーカーや販売会社、保健所や研究室等に加えてマスコミや消費者センターも期待される。大学や短大など協会が認定した養成機関における特定の学科卒業もしくは課程履修が資格認定の要素に含まれることも、独習で取得できる食農級ほかと異なる。
資格の認定は1999年に始まり、第1回認定者は500名であった。合格率は認定団体が社団法人として農林水産省の認可を受けた2007年度が79.7%（合格者5,526名）、公益認定を受けた2013年度が81.8％（同4,783名）である。また2014年度より養成課程にコアカリキュラムが制定され、専門性や実用性を高めた「専門フードスペシャリスト」資格認定が追加された。
初めて専門フードスペシャリストを認定した2014年度の合格率は食品開発部門26.7%、食品流通・サービス部門47.1%で、資格認定者はそれぞれ138名と123名である。4回目の2017年に受験資格を試験的に拡大、食品関連企業の従業員の受験を認めたところ食品開発部門に対して5社18人中11人が合格（受験者総数520名・合格者総数96名）。食品流通・サービス部門では1社2人中1人が資格を取得（受験者総数457名・合格者総数115名）。学生を含めた合格率はそれぞれ食品開発部門18.5%、食品流通・サービス部門25.2%だった。

## 養成機関
養成機関は日本国内を9ブロックに分け、2005年当時は大学63校、短大108校を数え、2014年現在は生活科学系統の大学82校、短大64校であった。
北海道
大学2、短期大学3
東北地方
大学4、短期大学5
青森県、岩手県、宮城県、秋田県、山形県、福島県
関東地方
大学26、短期大学16
茨城県、栃木県、群馬県、埼玉県、千葉県、東京都、神奈川県
北陸・甲信越地方
大学4、短期大学6
新潟県、富山県、石川県、福井県、山梨県、長野県
東海地方
大学6、短期大学6
岐阜県、静岡県、愛知県、三重県
近畿地方
大学21、短期大学7
滋賀県、京都府、大阪府、兵庫県、奈良県、和歌山県
中国地方
大学2、短期大学6
鳥取県、島根県、岡山県、広島県、山口県
四国地方
大学1、短期大学2
徳島県、香川県、愛媛県、高知県
九州地方
大学6、短期大学8
福岡県、佐賀県、長崎県、熊本県、大分県、宮崎県、鹿児島県、沖縄県

## 養成課程
合計21単位以上の必修科目の履修を要する。また認定団体の規定により、卒業後に履修生として必修単位を学ぶ機会が設けられている。
- 「フードスペシャリスト論」・・・講義2単位以上
- 「食品の官能評価・鑑別論」・・・演習2単位以上
- 「食物に関する科目」・・・講義4単位以上＋実験1単位以上＝合計5単位以上
- 「食品の安全性に関する科目」・・・講義2単位以上
- 「調理学（調理科学）に関する科目」・・・講義2単位以上＋実習2単位以上＝合計4単位以上
- 「栄養と健康に関する科目」・・・講義2単位以上
- 「食品の流通・消費に関する科目」・・・講義または演習2単位以上
- 「フードコーディネート論」・・・講義または演習2単位以上

## 認定試験
認定養成機関の大学・短期大学が資格認定試験を受託し、各地で実施する。
- 毎年1回、12月の第3日曜日に実施。
- 試験時間は100分。
- 問題は全て五肢択一方式。
- 必修8科目から合計55問が出題される。
  - 「フードスペシャリスト論」・・・6問が出題
  - 「食品の官能評価・鑑別論」・・・8問が出題
  - 「食物に関する科目」・・・8問が出題
  - 「食品の安全性に関する科目」・・・7問が出題
  - 「調理学（調理科学）に関する科目」・・・6問が出題
  - 「栄養と健康に関する科目」・・・6問が出題
  - 「食品の流通・消費に関する科目」・・・7問が出題
  - 「フードコーディネート論」・・・7問が出題